# Morlock Motors – Big Deals im Westerwald/Episodenliste
Diese Episodenliste enthält alle Episoden der deutschen Doku-Soap Morlock Motors – Big Deals im Westerwald, sortiert nach der deutschen Erstausstrahlung.

## Staffel 1
Die Erstausstrahlung der ersten Staffel war vom 17. Oktober bis zum 14. November 2024 auf dem deutschen Fernsehsender Kabel Eins zu sehen. Die einzelnen Episoden waren jeweils eine Woche zuvor auf dem Streamingdienst Joyn PLUS+ verfügbar.
| Nr. (ges.) | Nr. (St.) | Originaltitel                                                                 | Erstausstrahlung |
| ---------- | --------- | ----------------------------------------------------------------------------- | ---------------- |
| 1          | 1         | Von Hawaii in den Westerwald: Michael Manousakis und die Humvee-Operation     | 17. Okt. 2024    |
| 2          | 2         | Einsatz auf Hawaii: 21 Humvees und der Wettlauf gegen die Zeit                | 24. Okt. 2024    |
| 3          | 3         | Rettungsaktion für den Foodtruck: Zwischen Zeitdruck und Ersatzteilsuche      | 31. Okt. 2024    |
| 4          | 4         | Von Oldtimern und Adrenalinkicks: Michaels Tag zwischen Cabrio und Zentrifuge | 7. Nov. 2024     |
| 5          | 5         | Kulturelle Entdeckungsreise: Ein Big Deal in Indonesien                       | 14. Nov. 2024    |

## Staffel 2
Die Erstausstrahlung der zweiten Staffel erfolgte ab dem 10. April 2025 auf Kabel Eins und zeitgleich auf dem Streamingdienst Joyn PLUS+.
| Nr. (ges.) | Nr. (St.) | Originaltitel                                                                 | Erstausstrahlung |
| ---------- | --------- | ----------------------------------------------------------------------------- | ---------------- |
| 6          | 1         | Neuer Deal und eine große Reise durch Amerika                                 | 10. Apr. 2025    |
| 7          | 2         | Unwissenheit schützt vor Strafe nicht – Michaels Begegnung mit der US-Streife | 17. Apr. 2025    |
| 8          | 3         | Hoch hinaus – Ein neues Flugzeug für Michael?                                 | 24. Apr. 2025    |
| 9          | 4         | Ciao Italia! Michael und sein Team mischen Sizilien auf                       | 1. Mai 2025      |
| 10         | 5         | Auf der Zielgeraden: die 20-Tonner sind in Deutschland angekommen             | 8. Mai 2025      |